# Bologna Cricket Club
Il Bologna Cricket Club è una squadra di cricket, fondata nel 1983 a Bologna.

## Storia
La squadra maggiore ha vinto lo scudetto indoor nel 2003 e la Coppa Italia negli anni 2003 e 2004.
La squadra giovanile ha vinto lo scudetto Under 15 nel 2000 e nel 2001 e lo scudetto Under 17 nel 2010
Nel 2016 il Bologna C.C. è riuscito a raggiungere un ottimo risultato, vincendo tre campionati giovanili su quattro: U13, U17 e U19, e posizionandosi al 4º posto nel torneo U15, dopo il Janjua Brescia, il Trentino e il Milan Kingsgrove.

## Cronistoria Recente
- 2003 Serie A, Coppa Italia
- 2004 Serie A, Coppa Italia
- 2005 Serie A
- 2006 Serie A
- 2007 Serie A
- 2008 Serie A
- 2009 Serie A
- 2010 Serie A
- 2011 Serie A
- 2012 Serie A
- 2013 Serie A
- 2014 Serie A
- 2015 Serie A
- 2016 Serie A, Coppa Italia
- 2017 Serie A, Coppa Italia
- 2018 Serie A